# Mazze
Die Mazze ist ein Gegenstand und die nach ihm benannte, in ritualisierter Form ausgelöste Volkserhebung im mittelalterlichen Wallis.
Der Gegenstand Mazze war meist ein Holzstamm mit eingeschnitztem menschlichen Antlitz mit fratzenhaften Zügen.
Das Ergreifen der Mazze war der Anfang einer Volkserhebung. Er vollzog sich in etwa wie folgt: Die Mazze wurde meist über Nacht auf einem Dorfplatz an einen Baum gehängt. Am folgenden Morgen versammelten sich die Einwohner und warteten, bis ein Eingeweihter die Mazze ergriff und forttrug. Diesem Mann, dem Mazzenmeister, folgten die Leute, bis er die Mazze auf den Boden legte. Die Einwohner versammelten sich um die Mazze und begannen, ihr Fragen zu stellen wie: „Mazze, was willst du?“, „Mazze, was fehlt dir?“ usw. Die Mazze blieb natürlich stumm, worauf das Volk einen Anwalt für die Mazze verlangte. Ein redegewandter Eingeweihter bot sich der Menge als Anwalt an und begann ebenfalls, die Mazze zu befragen. Um es spannend zu machen, stellte er zuerst belanglose Fragen, worauf der Mazzenmeister die Mazze verneinend schüttelte, bis nach einiger Zeit in aufgeheizter Stimmung der Anwalt die richtigen Vermutungen und Anklagen äusserte. Der Mazzenmeister vollführte nun mit der Mazze einen wilden freudigen Tanz. Der Anwalt wandte sich an das Volk und rief: „Ihr habt die Klagen der Mazze vernommen, beratet jetzt, was zu tun ist!“ So begann die Verschwörung, jeder Anwesende, der mit den Beschlüssen einverstanden war, schlug in die Mazze einen Nagel ein. 
Der bekannteste Fall der Mazzenergreifung in der Walliser Geschichte fand 1496 statt, als der frankreichfreundliche und deshalb unbeliebte Bischof Jost von Silenen vom aufrührerischen Volk seines Amtes enthoben und innerhalb weniger Tage aus dem Land gejagt wurde, wodurch nach einem kurzen Zwischenspiel seines Onkels Nicolaus Schiner der erklärte Frankreichfeind Matthäus Schiner auf den Bischofsstuhl kam.
Der historisch belegte Vorgang aus 1496 findet eine ausführliche literarische Verarbeitung im „packenden historischen Roman“ von Werner Ryser.